# East Harlem

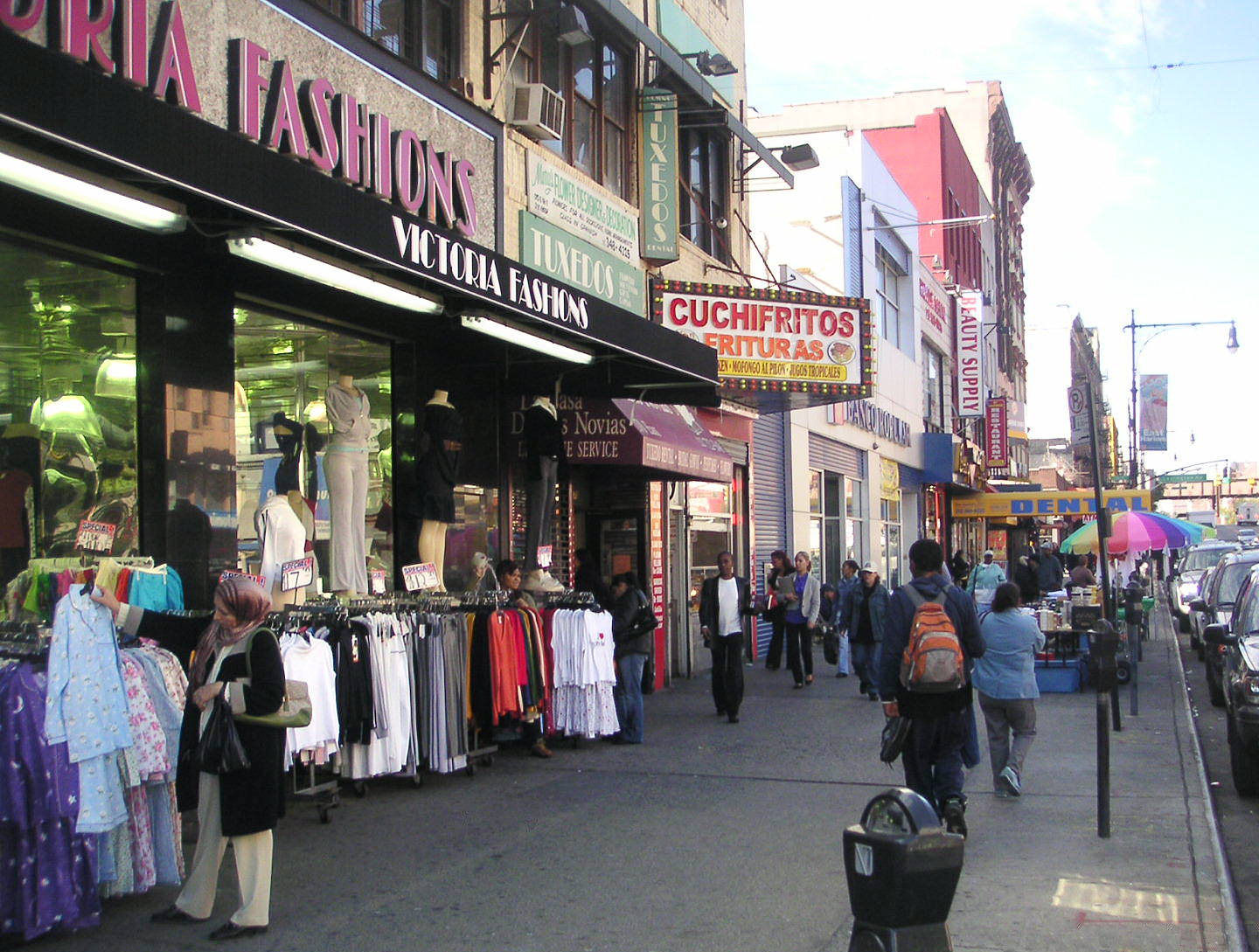
La entre Lexington Avenue et Third Avenue.

« Spanish Harlem » redirige ici. Pour la chanson de Ben E. King, voir Spanish Harlem (chanson).
East Harlem (en français : Harlem-Est ; également surnommé El Barrio et auparavant nommé Spanish Harlem) est un quartier de l'arrondissement de Manhattan à New York, voisin de l'Upper East Side, de Harlem, de Central Park et de l’East River. Le quartier tient son nom de sa situation de la 96e à la 125e rue, à l’est de Harlem.

## Présentation
Le quartier a d'abord été prisé par les immigrants italiens (on parlait alors d’« Italian Harlem »), puis à partir des années 1930, par les Portoricains. À cette époque, la figure emblématique en était Fiorello LaGuardia, un réformateur qui fut élu maire de New York après avoir combattu la corruption et lutté contre les quotas d’immigration.
En 1992, on dénombrait environ 120 000 Portoricains dans ce qui est le plus grand barrio (« quartier » en espagnol) de la côte est des États-Unis. Ils résident pour la plupart dans les 200 blocs de HLM bâtis par la ville de New York dans les années 1930-1940 autour de la 3e avenue. On les appelle parfois les « Nuyorican », par contraction de « New York » et de « Puerto Rican ».
Philippe Bourgois a mené une étude pendant cinq ans sur les fonctionnements de l'économie souterraine et la recherche de dignité et de moyens de survivre dans le quartier.

## Démographie
Lors du recensement de 2010, le quartier compte 115 921 habitants, répartis de la façon suivante :
- Latinos : 50,1 %
  - Porto Ricains : 25,32 %
- Afro-Américains : 30,1 %
- Blancs non hispaniques : 12,1 %
- Asiatiques : 5,7 %
- Autres : 2,1 %

## Culture
De nombreux écrivains et artistes vivent ou ont vécu à Spanish Harlem, dont James De La Vega (en), connu pour avoir décoré les murs, les trottoirs et les rues du quartier, le musicien Tito Puente (la 110e rue a été rebaptisée « Tito Puente Way »), la légende du jazz et de la salsa Ray Barretto, le groupe soul The Voices of East Harlem et l'une des plus grandes poétesses de Porto Rico, Julia de Burgos parmi d'autres. L'histoire de la salsa est également liée au Spanish Harlem. Tupac Shakur, une légende du rap américain, est né dans ce quartier. Al Pacino est aussi né dans ce quartier le 25 avril 1940. 

### Films
- L'Impasse, Brian De Palma, 1993

### Autres
- Young Lords, groupe portoricain des années 1960-1970 ;
- Spanish Harlem, titre de Cocoa Brovaz, avec Tony Touch et Hurricane G, album The Rude Awakening (1998).
- Maria Maria, chanson du groupe Santana dans laquelle il y fait référence dans le refrain. « Growing up in Spanish Harlem ».